# Подарок на именины
«Подарок на именины» — советский фильм 1991 года режиссёра Леонида Осыка, снятый по мотивам рассказов Михаила Коцюбинского, в том числе одноимённого рассказа «Подарок на именины», основанном на реальном событии.

## Сюжет
На 11-летние сына отец-жандарм за успехи в гимназии преподносит ему необычный подарок — присутствовать при казни революционерки, совершившей теракт — бросившей бомбу в генерал-губернатора, а исполнять приговор будет Яким — крёстный отец мальчика, вынянчивший его.

## В ролях
- Лесь Сердюк — Карпо Петрович Зайчик, околодочный надзиратель
- Валентина Ильяшенко — Сусанна, его супруга
- Михаил Дементьев — Доря, его 11-летний сын
- Борислав Брондуков — Яким, крёстный Дори, палач
- Дмитрий Миргородский — генерал-губернатор
- Светлана Князева — Ольга, революционерка
- Нина Ильина — Мария, жена Ивана
- Александр Игнатуша — Иван, бывший подпольщик
- Георгий Дрозд — Каленик, тюремщик
- Николай Олейник — Семён, извозчик
- Владимир Костюк — Иван, тюремщик
- Виктор Маляревич — адъютант
- Сергей Подгорный — офицер

В эпизодах: Валерий Панарин, Валерий Наконечный, Галина Сулима и другие.

## Литературная и реальная основа
Фильм снят по мотивам ряда рассказов Михаила Коцюбинского — одноименного «Подарок на именины», а также рассказов «Persona grata» и «В дороге».
Основной рассказ — «Подарок на именины» написан в 1912 году на о. Капри, когда писатель гостил у Максима Горького, и в том же году был напечатан в журнале «Литературно-научный вестник».
События рассказов основаны на реальных событиях, а герои рассказов имели прототипов — события происходили в 1906 году в Чернигове, писатель лично знал жандарма, и хорошо знал палача — тот жил в доме напротив усадьбы Коцюбинских:

В Чернигове жил околоточный надзиратель Григоренко, которого и я хорошо помню. Он когда-то учился в гимназии, но, с трудом дотянув до 4-го класса, был исключен за неуспеваемость. Со временем поступил на работу в полицию, где за тупость и недомыслие его прозвали «телком». Однажды, как рассказывала нам мама, в статбюро вбежал взволнованный Николай Вороный, который в то время работал там вместе с моими родителями, и сообщил:
— Иду я по улице Шоссейной, а навстречу мне — Григоренко, какой-то растерянный. Поздоровались. И тут Григоренко начал рассказывать о том, что он сегодня по приказу полицмейстера присутствовал при повешении. Он взял с собой своего малолетнего сына, и мальчик, потрясенный картиной казни и поняв гнусную роль отца, потерял к нему всякое уважение. Отвернулся от него, презрительно обозвав «селедкой».
Всех это очень взволновало. Знали, что расправа творится над неизвестной женщиной, покушавшейся на губернатора Хвостова. Михаил Михайлович даже ходил к Григоренко, интересуясь подробностями. Впоследствии пережитое и услышанное переплавилось в один из лучших рассказов Коцюбинского — «Подарок на именины».
— дочь писателя Ирина Коцюбинская

## Съемки
По словам режиссёра Леонида Осыки — такой лёгкой картины у него ещё не было, Министерство культуры очень быстро утвердило сценарий:

Леонид сетовал, что нет хороших современных сценариев. Он вспомнил об одной новелле у Коцюбинского, попросил меня найти её в библиотеке: «Я когда-то, ещё во ВГИКе прочёл этот рассказ, и он мне врезался в память». Прочитал, говорит: «Но это короткометражка, нужно добавить ещё несколько», так возник «Подарок на именины» — из одноименной новеллы, «Persona grata» и «В дороге». На удивление, Госкино очень легко эту картину приняло, ему дали высшую категорию. Фильм хорошо был принят зрителями и критиками.— исполнительница главной роли, жена режиссёра, Светлана Князева, из дневника 1990 год
Съёмки велись в октябре 1990 года, в основном в городе Каменец-Подольский, эпизод казни — в Каменец-Подольской крепости. Ряд сцен сняты в Киеве: возле музея Стефаника — эпизод подготовки к покушению, на территории Киево-Печерской лавры — сцена покушения на генерал-губернатора. Эпизоды в тюрьме — в Киевской крепости, а сцены в камере — в музее «Косой капонир».

## Награды
В 1997 году режиссёр фильма Леонид Осыка стал лауреатом Государственной премии имени Тараса Шевченко — за четыре фильма, в том числе фильм «Подарок на именины».